# A Christmas Carol

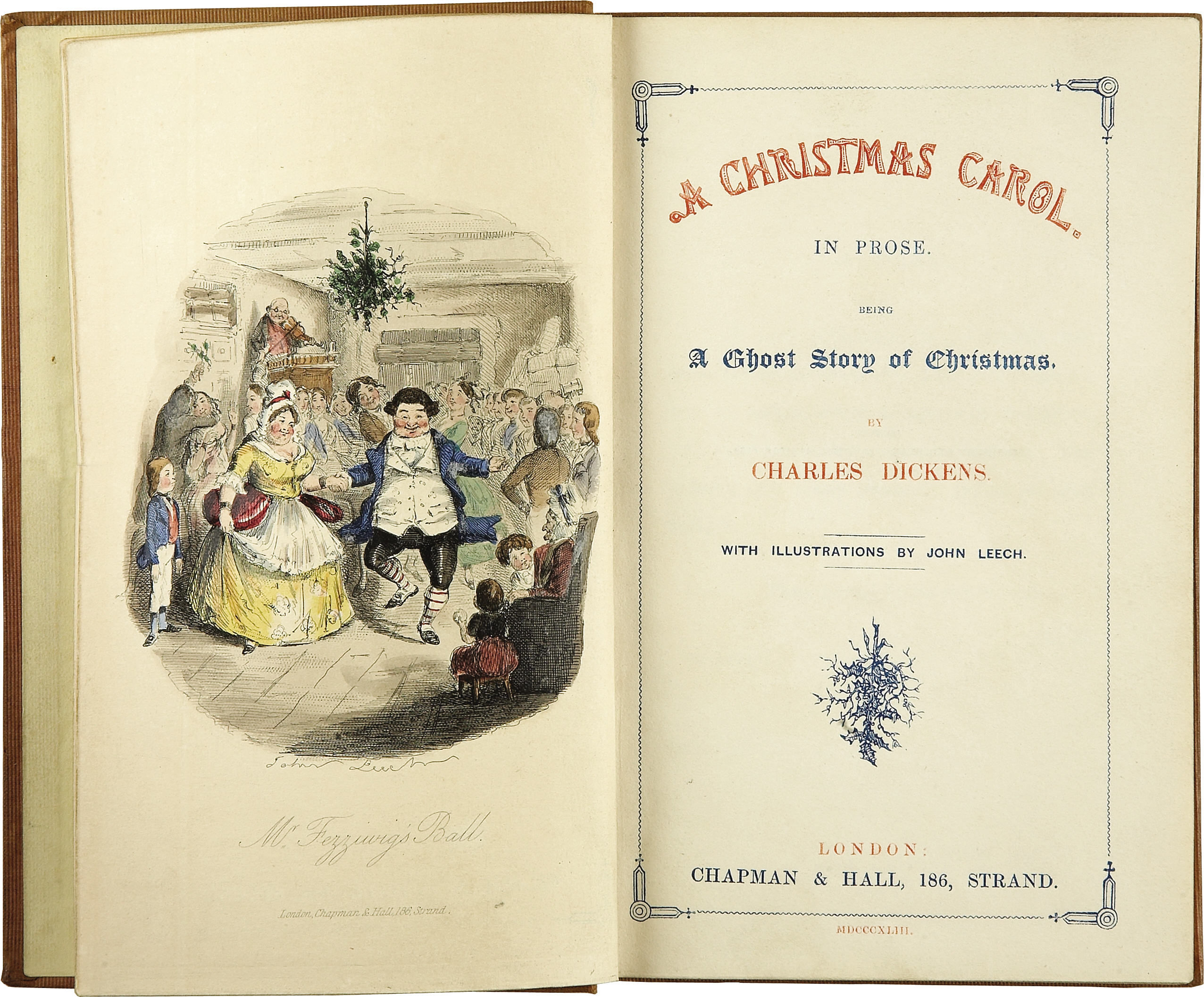
Titelblatt der Erstausgabe von A Christmas Carol, kolorierte Illustration von John Leech

A Christmas Carol in Prose, Being a Ghost-Story of Christmas (wörtlich Ein Weihnachtslied in Prosa, oder Eine Geistergeschichte zum Christfest, deutsch meist Eine Weihnachtsgeschichte, früher auch Der Weihnachtsabend) ist eine der bekanntesten Erzählungen von Charles Dickens. Sie wurde am 19. Dezember 1843 mit Illustrationen von John Leech erstmals veröffentlicht.
Die Erzählung handelt vom Geldverleiher Ebenezer Scrooge, einem alten, grantigen Geizhals, der in einer einzigen Nacht zunächst Besuch von seinem verstorbenen Teilhaber Jacob Marley und dann von drei weiteren Geistern erhält, die ihm die Armseligkeit seines egozentrischen Daseins vor Augen führen und ihm schließlich dazu verhelfen, sein Leben zu ändern. Das Buch enthält stark sozialkritische Töne, mit denen Dickens die Missstände im Vereinigten Königreich des 19. Jahrhunderts anprangert.

## Handlung
A Christmas Carol ist unterteilt in fünf Strophen (englisch staves).

### Strophe I: Marleys Geist

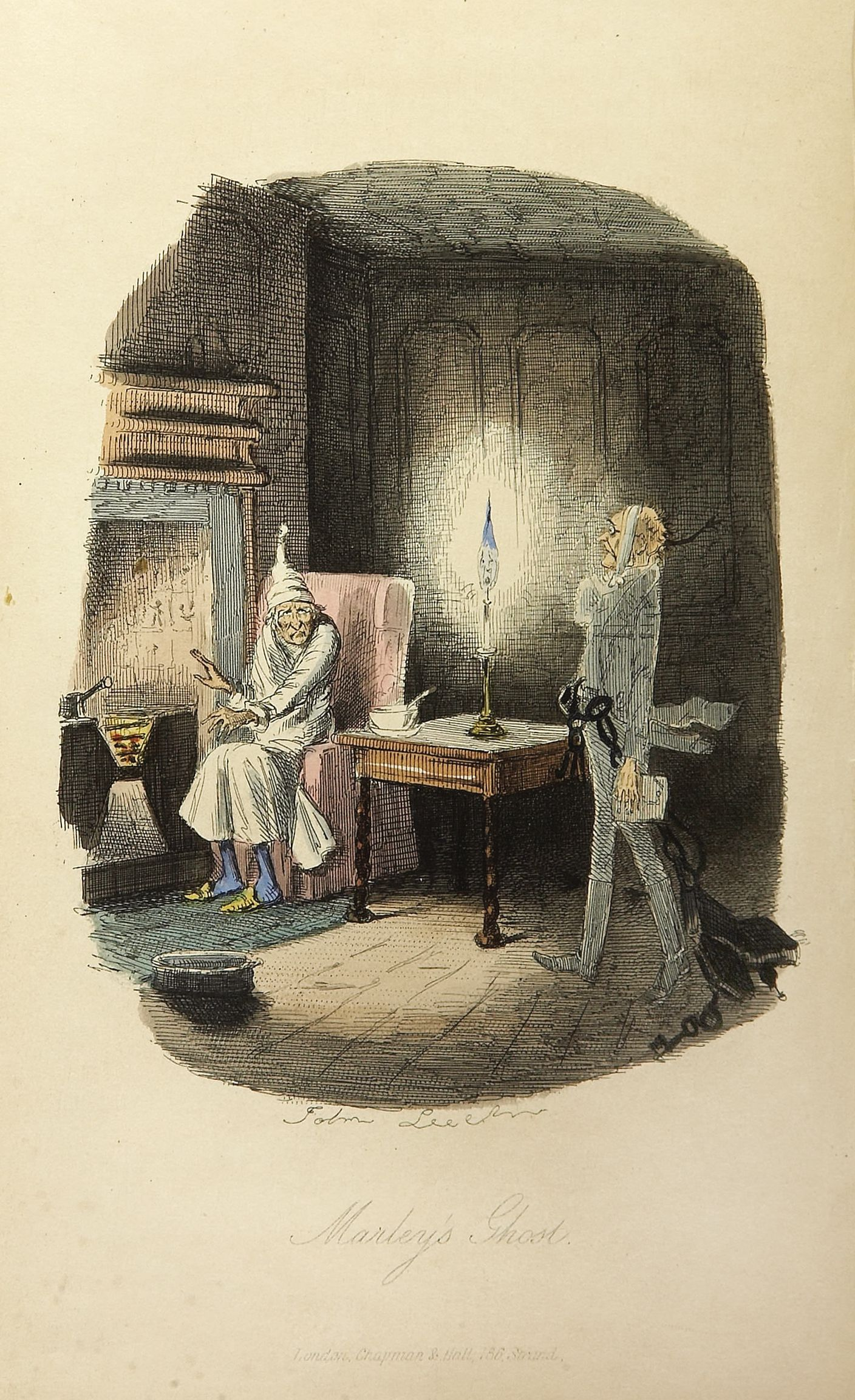
Marleys Geist

Die Geschichte beginnt mit der simplen Feststellung, Jacob Marley sei tot. Der Leser wird darüber aufgeklärt, dass Jacob Marley der Geschäftspartner, Weggefährte und einzige Freund des Protagonisten Ebenezer Scrooge war, bis er vor sieben Jahren am Weihnachtsabend verstarb. Dickens beschreibt Ebenezer Scrooge als Menschen, der voller Kälte ist und Kälte überall verbreitet, als enorm geizig und habgierig. Nach Marleys Tod ist Scrooge der alleinige Inhaber des Warenhauses „Scrooge and Marley“ und beschäftigt einen Angestellten, Robert (Bob) Cratchit, den er schlecht bezahlt und ihm aus Sparsamkeit nicht einmal erlaubt, sein Büro angemessen zu heizen.
Wie jedes Jahr besucht auch dieses Jahr wieder Scrooges Neffe Fred seinen Onkel, um ihn zum Weihnachtsessen einzuladen und ihm „Fröhliche Weihnachten!“ zu wünschen. Scrooge lehnt sowohl die Einladung als auch die guten Wünsche und sogar Weihnachten an sich völlig ab – wütend entgegnet er seinem Neffen: „Pah! Dummes Zeug!“ (englisch „Humbug!“), was als eine für Scrooge typische Redewendung angesehen werden kann. Am selben Abend besuchen Scrooge zwei „wohlansehnliche Herren“, die um Spenden für die arme Bevölkerung bitten. Scrooge lässt sich nicht erweichen, er fragt rhetorisch, ob es denn keine Gefängnisse und Arbeitshäuser gebe und ob nicht schon Gesetze zur Unterstützung der Armen existierten. Natürlich gibt es dies alles, deshalb ist sich Scrooge sicher, mit Bezahlung seiner Steuern habe er seine Pflicht mehr als erfüllt. Stattdessen empfiehlt er zynisch, die Armen sollten doch lieber sterben, um den Bevölkerungsüberschuss zu vermindern.
Am Abend begibt sich Scrooge, nachdem er Cratchit nur widerwillig für den nächsten Tag freigegeben und  ein spartanisches Essen in einem günstigen Lokal eingenommen hat, nach Hause; als er die Tür öffnen will, sieht er kurz das Antlitz seines verstorbenen Freundes Marley auf dem Türklopfer, will es aber nicht glauben und betritt das Haus. Dort scheint alles normal, bis ihm der Geist Marleys erscheint. Der Geist ist kettenbehangen, an seiner Kette hängen Utensilien des Geschäftslebens: Geldkassetten, Portemonnaies und Ähnliches. Marleys Geist erklärt, er habe sich im Laufe seines Lebens diese Kette selbst geschmiedet. Dadurch, dass er sich zeitlebens nicht um seine Mitmenschen gekümmert, sondern sich nur seiner Gier nach Geld hingegeben hatte, muss er nun, nach seinem Tod, als Geist unter den Menschen wandeln; die Kette fungiert als Symbol hierfür. Der Geist weist Scrooge darauf hin, dass Scrooge selbst ebenfalls eine solche Kette habe, beide Ketten seien vor sieben Jahren von derselben Länge gewesen, jetzt aber sei Scrooges Kette um einiges länger geworden. Der Geist verlässt den aufgewühlten Scrooge mit dem Hinweis, dass ihn noch drei Geister besuchen würden, um Scrooge zu retten. Mit dem Zu-Bett-Gehen Scrooges schließt die erste Strophe.

### Strophe II: Der erste Geist

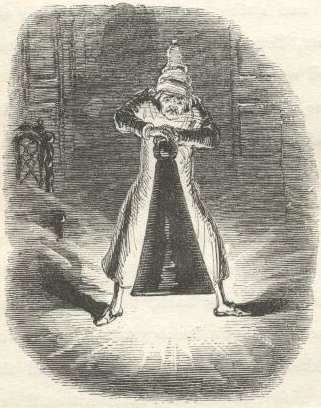
Der erste Geist

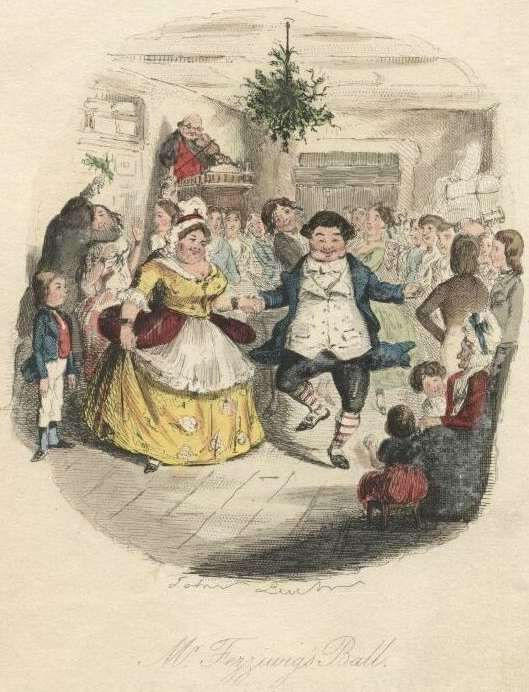
Mr. Fezziwig’s Ball

Nachdem Scrooge mitten in der Nacht aufgewacht ist, erscheint ihm der erste der drei Geister. Dickens beschreibt ihn als eine komische Figur, Kind und Greis zugleich. Mit weicher Stimme stellt er sich als „Geist der vergangenen Weihnacht“ vor. Der Geist führt Scrooge durch seine Vergangenheit, angefangen beim kleinen Scrooge, der Weihnachten, von seinem Vater verstoßen, in der Schule saß und Kinderbücher las, bis ihn seine Schwester Fanny erst nach Jahren nach Hause holen darf. Scrooge zeigt sich berührt von den Szenen seiner Kindheit und bereut bereits erste Taten, die er aus seinem Geiz heraus beging. 
Der weitere Weg durch Scrooges Weihnachtsvergangenheit zeigt Scrooge als jungen Mann, der bei Mr. Fezziwig, einem Kaufhausbesitzer, seinen späteren Beruf erlernte. Scrooge und der Geist wohnen einer Betriebs-Weihnachtsfeier bei, die Scrooge deutlich macht, mit wie wenigen (finanziellen) Anstrengungen Menschen sehr glücklich zu machen sind.
Eine weitere Station auf der Reise ist Scrooge in den besten Jahren, als er seine große Liebe Belle gegen die Liebe zum Geld regelrecht eintauschte. Scrooge erscheint in Anwesenheit des Geistes erschüttert, er möchte nichts mehr von der Vergangenheit sehen, nur noch wieder zurück nach Hause gehen. Trotzdem zeigt ihm der Geist eine weitere Szene: seine frühere Verlobte in einer idyllischen Weihnachtsszene mit Kindern und Ehemann. Scrooge ist gebrochen, er fleht darum, nach Hause zurückzukönnen. Scrooge gelangt wieder nach Hause und ist todmüde.

### Strophe III: Der zweite Geist

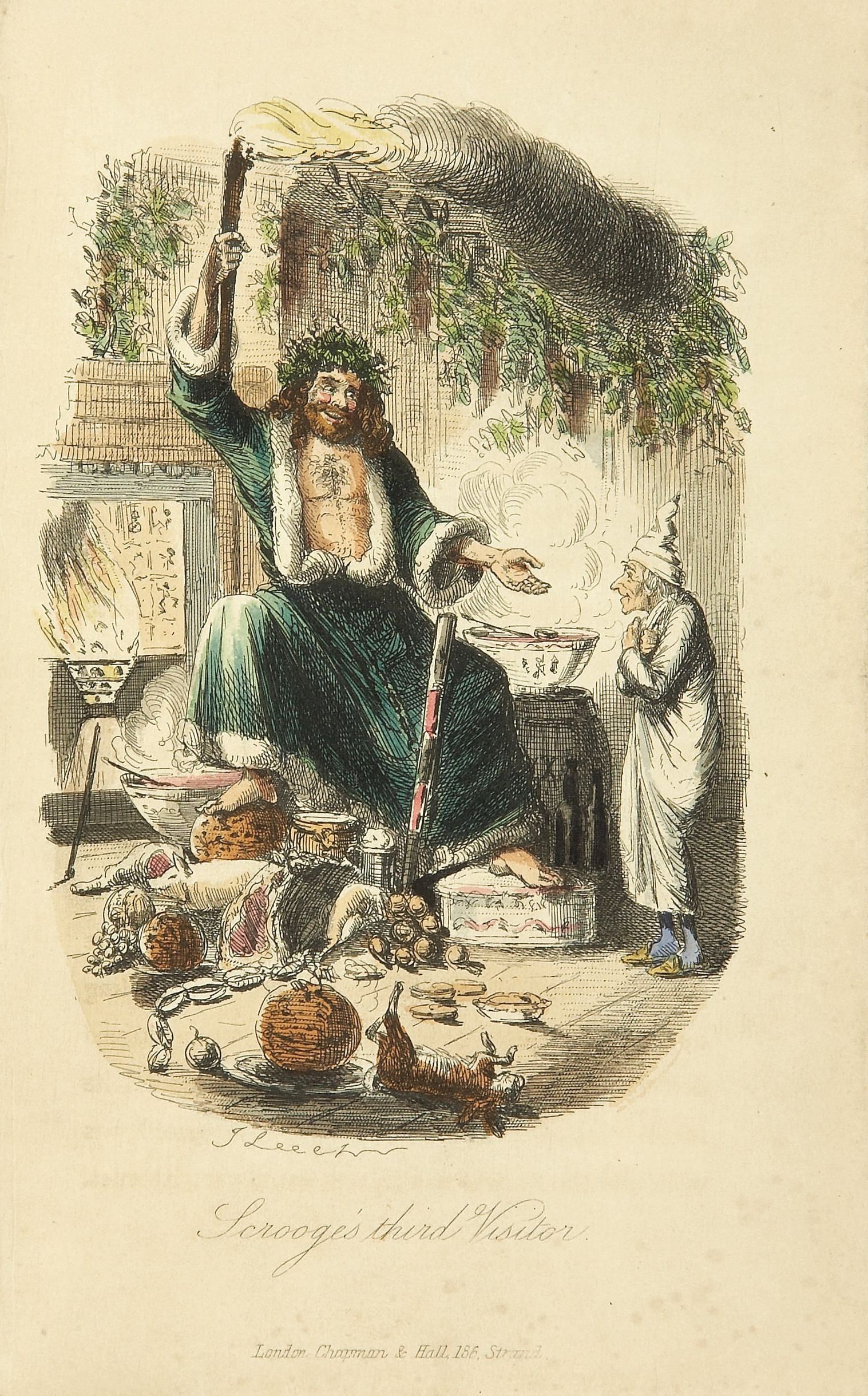
Der zweite Geist

Jetzt besucht der zweite der drei Geister Scrooge. Er nennt sich „Geist der diesjährigen Weihnachtsnacht“. Er stellt klar, dass es bereits über 1800 seinesgleichen gegeben hat – gemeint ist, dass es jedes Jahr seit Christi Geburt einen neuen „Weihnachtsgeist“ gebe. Auch der „Geist der diesjährigen Weihnachtsnacht“ nimmt Scrooge mit auf eine Rundreise durch die Straßen Londons, wo sie die weihnachtliche Atmosphäre erleben und schließlich vor einem Bäckerladen halten. Dort zeigt der Geist Scrooge, dass er mit einigen Spritzern speziellen Wassers einen Streit beenden und Speisen weihnachtlich schmecken lassen kann. Das soll erklären, warum uns zu Weihnachten alles so besonders gut schmeckt und es viel Harmonie bei wenig Streit gibt.
Erst auf dieser Reise mit dem Geist des jetzigen Weihnachtens lernt er seinen Angestellten Bob Cratchit und seine Familie näher kennen. Er und seine Frau haben einige Kinder, wobei ein Kind besonders hervorgehoben wird: Der verkrüppelte Tim Cratchit ist sehr klein, kann sich aufgrund seiner Behinderung nur mit einem Gestell fortbewegen und es hat den Anschein, dass er wegen Mangelernährung und schlechter medizinischer Versorgung bald sterben werde. Hier wird eine echte Veränderung in Scrooges Charakter deutlich: Er fragt den Geist, ob Tim noch eine Zeit zu leben habe – doch der Geist hat Zweifel. Scrooge zeigt Mitleid, woraufhin der Geist ihn an seine eigenen Worte in der Vergangenheit erinnert: Scrooge hatte gesagt, die Armen sollten wohl besser sterben, um die Überbevölkerung zu vermindern. Die Cratchits feiern trotz ihrer Armut ein schönes Weihnachtsfest und Bob Cratchit stößt sogar auf seinen Arbeitgeber an – es sei ja Weihnachten.
Mit dem Geist erlebt Scrooge eine weitere Weihnachtsszene, diesmal bei seinem Neffen Fred, der in geselliger Runde seinen Spaß damit hat, über den verbohrten Scrooge zu erzählen, und sich über den Ausdruck „Dummes Zeug!“ lustig macht. Nach dem Essen spielt die Gesellschaft um Fred dann Spiele, unter anderem folgendes: Jemand denkt sich einen Begriff aus, den die anderen erraten müssen – Rückfragen dürfen nur mit Ja oder Nein beantwortet werden. Das Etwas ist laut den Antworten ein lebendes Tier, das man auf Londons Straßen sieht, niemand essen würde, welches manchmal grunzt und grummelt – gemeint ist natürlich „Onkel Scrooge“, ein königliches Amusement für Fred und die anderen.
Die dritte Strophe endet höchst symbolträchtig. Der Geist überlässt Scrooge zwei Kinder, die er bis dahin unter seinem Umhang versteckt hielt. Die Namen der beiden weisen bereits in eine bestimmte Richtung, sie heißen „Unwissenheit“ und „Mangel“. Auf Scrooges Nachfrage erklärt der Geist, dass es nicht seine eigenen, sondern Kinder der Menschheit seien. Scrooge sträubt sich gegen die Aufnahme der Kinder. Er fragt, ob sie denn keine Bleibe hätten; der Geist antwortet wiederum mit einer Gegenfrage, die ebenfalls wieder Scrooges eigene Worte darstellen: „Gibt es denn keine Gefängnisse, Arbeitshäuser?“

### Strophe IV: Der letzte Geist

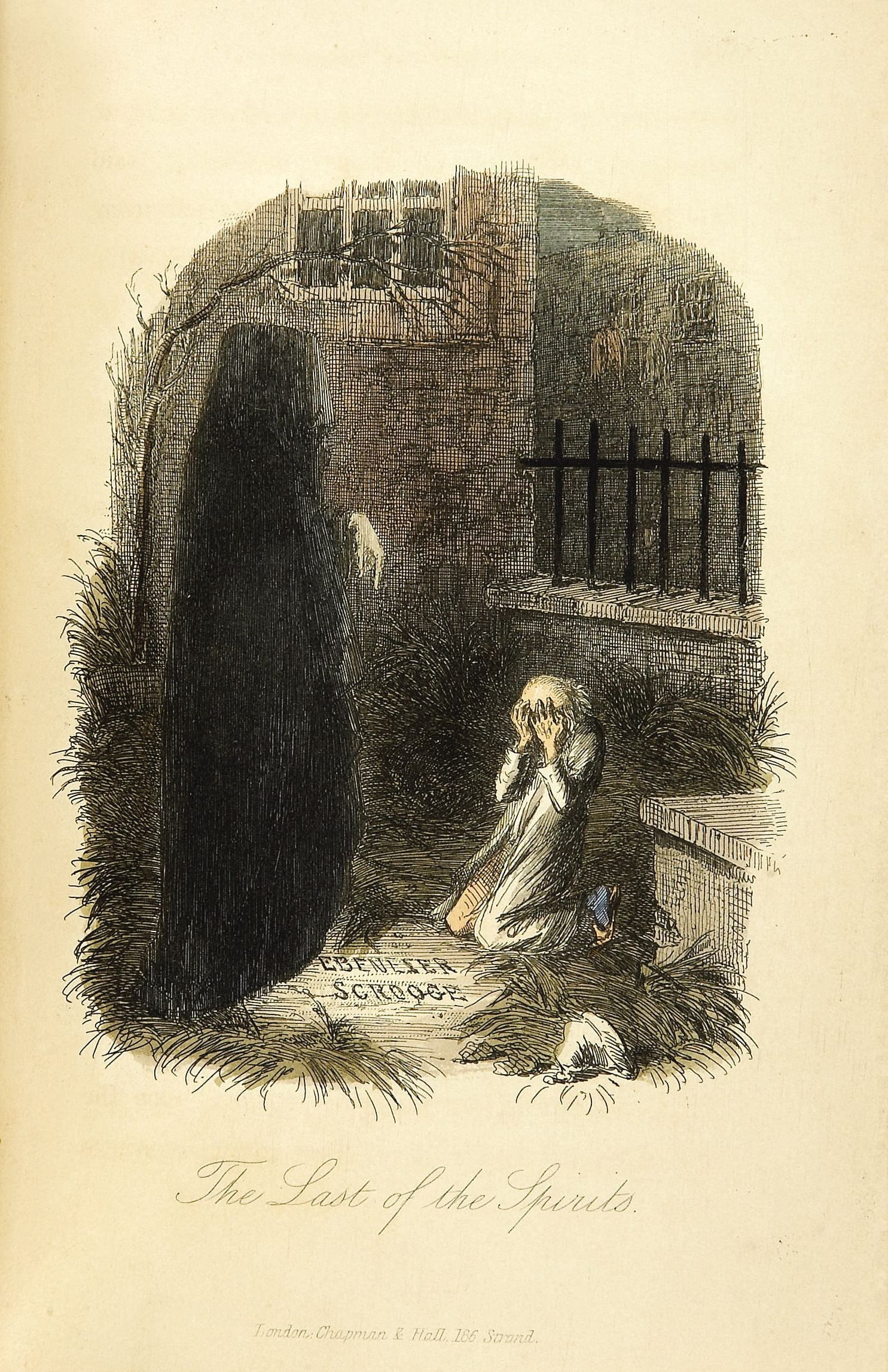
Der letzte Geist

Der letzte der drei Geister erscheint Scrooge, ohne ein einziges Wort zu sagen. Der Schluss, dass es sich um den „Geist der zukünftigen Weihnacht“ handelt, bleibt Scrooge überlassen. Der Geist führt Scrooge wieder durch die Straßen Londons. Die beiden hören einem Gespräch einer Gruppe Geschäftsmänner zu. Die Männer sprechen über den Tod einer nicht namentlich genannten Person, die anscheinend einiges Geld angehäuft hatte, die aber niemand mochte. Ein weiteres Gespräch können Scrooge und der Geist belauschen: Auch hier geht es um den „alten Knauser“, der gestorben sei. Dem Leser ist längst klar, dass es sich nur um den verstorbenen Scrooge handeln kann – doch er selbst ist entweder ahnungslos oder will es einfach nicht wahrhaben. Er hofft, mit dem Geist eine Szene in der Zukunft zu sehen, in der er selbst vorkommt und, nunmehr zum besseren Menschen bekehrt, etwas Gutes bewirkt.
Stattdessen führt ihn der Geist in einen düsteren Teil der Stadt, genauer gesagt in ein Armenviertel und in diesem Viertel in ein Geschäft, dessen Eigentümer jegliche Waren aufkauft. Einige Menschen haben sich beim „alten Joe“ eingefunden, und es wird schnell deutlich, dass sie ihm Waren verkaufen wollen, die sie aus dem Haus des mysteriösen toten Mannes gestohlen haben. Nicht einer der Anwesenden zeigt Schuldgefühle, selbst als eine Frau die Bettvorhänge und das Totenhemd verkauft, die sie der auf dem Bett liegenden Leiche entwendet hatte. Dem Leser wird überdeutlich klargemacht, wie unbeliebt der Tote gewesen sein muss. Den ersten Ansatz der Erkenntnis zeigt Scrooge im nächsten Augenblick, als er mit dem Geist im Sterberaum steht und aufgefordert wird, unter das Leichentuch zu sehen – was er aber nicht tun will und im Endeffekt auch nicht tut. Scrooge fleht den Geist an, er möge ihm doch einen Menschen zeigen, der Emotionen wegen des toten Mannes zeigt. Alles, was er daraufhin sieht, ist ein Paar, das sich Sorgen um einen noch nicht an den Toten zurückgezahlten Kredit macht und durch den Tod ihres Gläubigers erleichtert ist. Da Scrooge das natürlich nicht sehen wollte, fordert er den Geist auf, ihm Traurigkeit, verursacht durch einen Tod, zu zeigen; aber auch die folgende Szene soll ihn mehr aufwühlen als beruhigen: Scrooge und der Geist besuchen die Familie Cratchit, die um den verstorbenen Tiny Tim trauert.
Zum Abschluss des Kapitels werden alle Unklarheiten aus dem Weg geräumt. Auf Scrooges Wunsch hin zu erfahren, wer denn nun der tote Mann sei, zeigt ihm der Geist der Zukunft einen Grabstein. Voller Entsetzen liest Scrooge die Inschrift: Ebenezer Scrooge. Vor Scrooges Augen, der dem Zusammenbruch nahe ist, verschwindet der Geist in Scrooges eigenen Bettpfosten.

### Strophe V: Das Ende

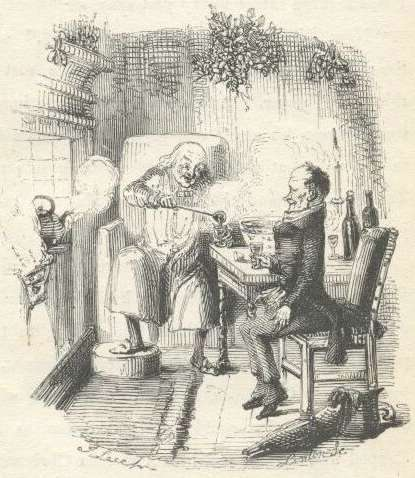
Ebenezer Scrooge und Robert „Bob“ Cratchit

Völlig verwandelt und voller guter Vorsätze steht Scrooge wieder in der realen Welt: ohne Geister und quicklebendig. Er ist sich sicher, dass er sein Leben noch zum Guten verändern und die ihm gezeigten Schatten der zukünftigen Weihnacht abwenden kann. Scrooge schafft es sogar, zu lachen, und eine neue Erfahrung für ihn ist es auch, einen Jungen zu fragen, welcher Tag denn sei – dieser antwortet ihm, es sei Christtag –, und Scrooge erkennt, dass alles Vergangene in der einen letzten Nacht passiert sein musste. Er beauftragt den Jungen außerdem, einen Truthahn zu kaufen, der doppelt so groß wie Tiny Tim sei, und ihn der Familie Cratchit zukommen zu lassen. Die nächsten Handlungen des verwandelten Scrooge sind zunächst eine Entschuldigung bei einem der „stattlichen Herren“ (siehe Strophe I), dem er eine großzügige Spende zukommen lässt, und schließlich nimmt Scrooge doch noch die Einladung seines Neffen an, am Weihnachtstag mit ihm und Freunden zu feiern – und sowohl Fred als auch alle seine Freunde freuen sich sehr über Scrooges Anwesenheit. Am Tag darauf ist Scrooge schon sehr früh in seinem Kontor; sein erklärter Wille: seinen Angestellten dabei erwischen, wie er zu spät kommt. Scrooge erlaubt sich natürlich nur einen Scherz – nachdem er Bob Cratchit aufs Übelste zusammengestaucht hat, kommt das erlösende „Fröhliche Weihnachten, Bob!“, und er erhöht dessen Gehalt.
Im zusammenfassenden letzten Absatz unterstreicht der Erzähler noch einmal Scrooges Persönlichkeitsveränderung: „Scrooge war besser als sein Wort. Er that Alles und mehr noch, als er versprochen hatte; und für Tiny Tim, welcher nicht starb, wurde er ein zweiter Vater.“ So schließt die Erzählung mit Tims Worten „Gott segne jeden von uns“.

## Verfilmungen

### Kino
Das Buch wurde zahlreiche Male in Filmen und Serien verfilmt. Besonders bekannt sind:
- 1901: Scrooge, or Marley’s Ghost, die erste bekannte Verfilmung als britischer Kurzfilm.
- 1908: A Christmas Carol, US-amerikanischer Kurzfilm mit Tom Ricketts
- 1935: Scrooge, erster Tonfilm, mit Seymour Hicks (Scrooge), Donald Calthrop, Robert Cochran, Regie: Henry Edwards
- 1938: A Christmas Carol, erste US-Verfilmung von MGM mit Reginald Owen als Scrooge
- 1951: Eine Weihnachtsgeschichte (Scrooge), britische Verfilmung mit Alastair Sim als Ebenezer Scrooge
- 1954: A Christmas Carol mit Fredric March als Ebenezer Scrooge, Regie: Ralph Levy
- 1970: Scrooge, Filmmusical mit Albert Finney, der für seine Darstellung den Golden Globe Award in der Kategorie Bester Hauptdarsteller – Komödie oder Musical erhielt, in der Hauptrolle, Regie: Ronald Neames
- 1988: Die Geister, die ich rief … (Scrooged), mit Bill Murray als Frank Cross (eine moderne Verkörperung des Ebenezer Scrooge)
- 1999: A Christmas Carol – Die Nacht vor Weihnachten (Originaltitel: A Christmas Carol/Alternativer deutscher Titel: A Christmas Carol – Die drei Weihnachtsgeister), mit Patrick Stewart in der Rolle des Ebenezer Scrooge
- 2000: A Diva’s Christmas Carol – Ein ganz besonderes Weihnachten, mit Vanessa Lynn Williams in der Rolle der Ebony Scrooge
- 2001: Ein Weihnachtsmärchen (Christmas Carol: The Movie)
- 2003: Carol und die Weihnachtsgeister (A Carol Christmas), mit Tori Spelling, Gary Coleman und William Shatner.
- 2004: Eine Weihnachtsgeschichte nach Charles Dickens – Musical (A Christmas Carol), ein Filmmusical mit Kelsey Grammer. Der Film basiert auf dem Musical von Alan Menken aus dem Jahr 1994.
- 2009: Disneys Eine Weihnachtsgeschichte (Disney’s A Christmas Carol), unter der Regie von Robert Zemeckis mit Jim Carrey in der Rolle des Ebenezer Scrooge und Gary Oldman als Bob Cratchit und Jacob Marley

### Fernsehproduktionen
- 1949: The Christmas Carol, US-amerikanisches Fernsehfilm-Special von William Keighley in schwarz-weiß
- 1955: Ein Weihnachtslied in Prosa, deutsches Fernsehspiel mit Harald Mannl als Ebenezer, Regie: Wilm ten Haaf
- 1960: Ein Weihnachtslied in Prosa oder Eine Geistergeschichte zum Christfest, deutsches Fernsehspiel mit Carl Wery als Ebenezer Scrooge, Regie: Franz Josef Wild
- 1982: Ein Weihnachtsmärchen, australischer Zeichentrickfilm, Drehbuch: Alex Buzo
- 1984: Geistertreffen um Mitternacht (Le chant de Noel), französischer Fernsehfilm mit Michel Bouquet als Ebenezer Scrooge, Regie: Pierre Boutron
- 1984: Charles Dickens’ Weihnachtsgeschichte, US-amerikanisch-britischer Fernsehfilm mit George C. Scott als Ebenezer Scrooge, Drehbuch: Roger O. Hirson, Regie: Clive Donner
- 1997: Ms. Scrooge – Ein wundervoller Engel, US-amerikanisch-kanadischer Fernsehfilm mit Cicely Tyson in der Hauptrolle Ebenita Scrooge, Regie: John Korty
- 2019: A Christmas Carol, Miniserie der BBC
- 2022: Scrooge: Ein Weihnachtsmusical, US-amerikanischer musikalischer Animationsfilm von Netflix, Regie: Stephen Donnelly
- 2022: Spirited, Musikfilm von Sean Anders mit Will Ferrell und Ryan Reynolds in den Hauptrollen

### Weitere Variationen
- 1971: A Christmas Carol, Trickfilm, der 1973 in der Kategorie Bester animierter Kurzfilm einen Oscar erhielt, Regie: Richard Williams
- 1983: Mickys Weihnachtserzählung (Mickey’s Christmas Carol), Zeichentrick-Kurzfilm, der die bekannte Geschichte mit Disney-Figuren darstellt, so verkörpert Dagobert Duck Scrooge, Micky Maus Bob Cratchit, und die Geister werden von Goofy (Marley), Jiminy Cricket, dem Riesen aus Micky und die Bohnenranke und Kater Karlo gespielt.
- 1992: Die Muppets-Weihnachtsgeschichte (The Muppet Christmas Carol), mit Michael Caine als Ebenezer Scrooge, fast alle anderen handelnden Personen werden von Muppets dargestellt (so Gonzo als Charles Dickens, Kermit der Frosch als Bob Cratchit und Miss Piggy als Emily Cratchit)
- 1994: Freds Weihnachtsshow (A Flintstones Christmas Carol)
- 1997: Die Weihnachtsgeschichte (A Christmas Carol), Zeichentrick, Regie: Stan Phillips
- 2006: A Sesame Street Christmas Carol, ein Direct-to-Video der Sesamstraße
- 2008: Barbie in: Eine Weihnachtsgeschichte, computeranimierter Film von Rainmaker Entertainment ~100 min. lang
- 2016: My Little Pony – Ein Freundschaftsfeuerfest für Starlight, basiert lose auf Dickens Weihnachtsgeschichte (Animationsserie, als Musicalepisode umgesetzt)[3]
- 2017: Charles Dickens: Der Mann, der Weihnachten erfand (The Man who invented Christmas), befasst sich mit der Entstehung des Buches
- 2018: Geister der Weihnacht, Kinofilm der Augsburger Puppenkiste

### Parodistische Verfilmungen
- 1988: Blackadder’s Christmas Carol, ein Weihnachtsspecial der Historien-Sitcom Blackadder, in der Rowan Atkinson in die Rolle des Ebenezer Blackadder schlüpft, der sich, im Gegensatz zu Originalgeschichte, durch den Besuch eines Geistes (Robbie Coltrane) von einem barmherzigen Menschenfreund zu einem hinterhältigen, selbstsüchtigen Egoisten wandelt.
- 2008: Big Fat Important Movie (An American Carol), eine Komödie nach Vorlage der Weihnachtsgeschichte, in der es nicht um Weihnachten, sondern um den amerikanischen Unabhängigkeitstag (4. Juli) geht. Kevin Farley spielt die Rolle des Michael Malone (angelehnt an Ebenezer Scrooge, als Parodie auf Michael Moore), der vom USA-Hasser zum Patrioten bekehrt wird.
- 2009: Der Womanizer – Die Nacht der Ex-Freundinnen (Ghosts of Girlfriends Past)
- 2010: Fest der Liebe (A Christmas Carol) war das Weihnachtsspecial des Jahres 2010 der britischen Science-Fiction-Serie Doctor Who, in welchem der Doctor die Rolle der Geister der Weihnacht einnimmt und Michael Gambon die Rolle des an Scrooge angelehnten Karzan Sardick, wobei die Geschichte einen Science-Fiction-Anstrich bekam.
- Die US-Serie Family Guy spielt in mehreren Kurzeinspielern auf Dickens Christmas Carol an und widmete dem Stück mit Don't Be a Dickens at Christmas (Staffel 16,  Episode 9) auch eine ganze Episode.[4][5]

## Hörspiel-Fassungen

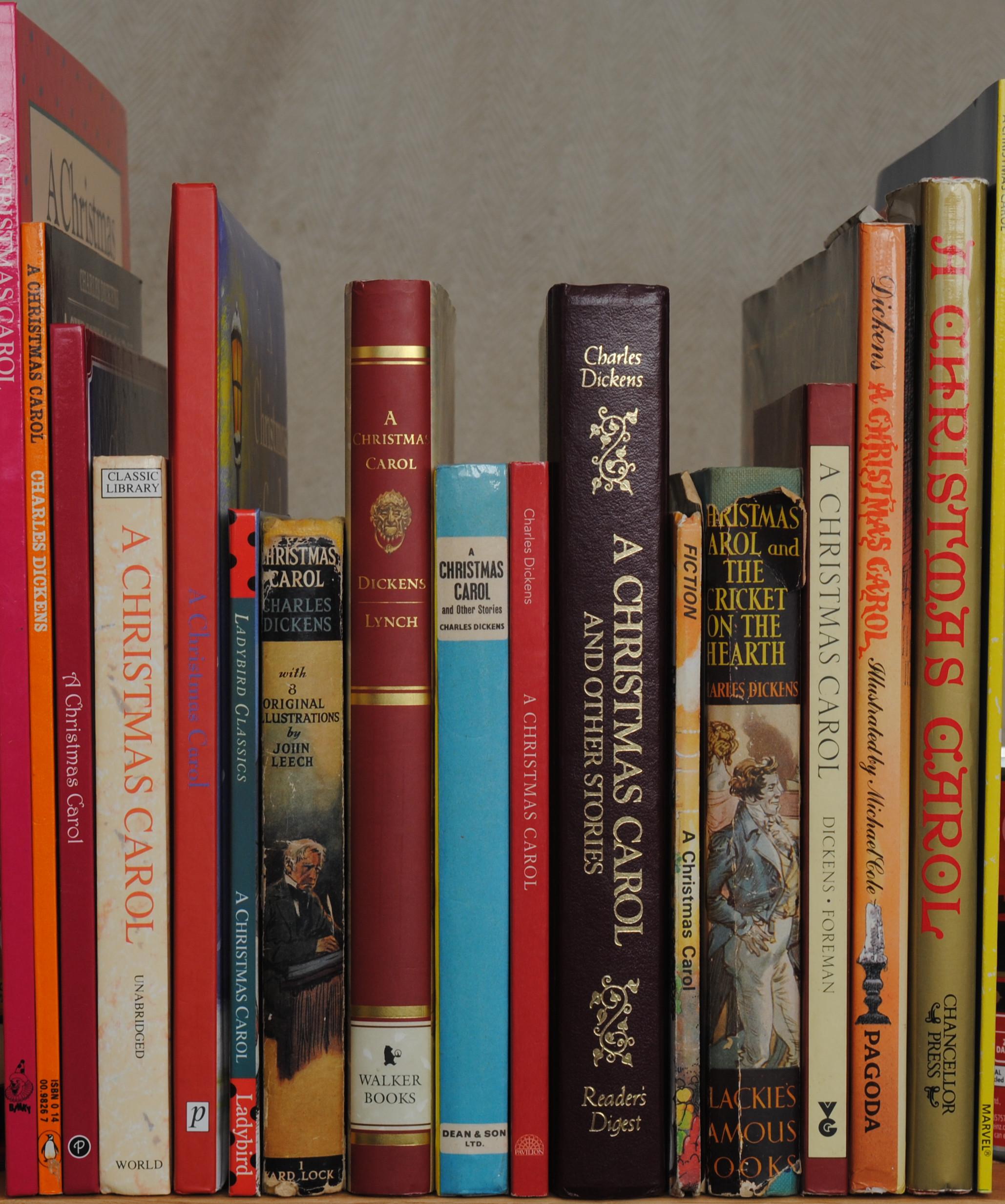

Es gibt in deutscher Sprache diverse Lesungen und Hörspielfassungen der Christmas Carol. Lesungen gibt es u. a. von Otto Mellies, Dieter Bellmann und Wolfgang Thierse. Hervorhebenswerte Hörspielfassungen sind:
- Weihnachtsabend mit Willi Umminger als Scrooge, Regie: Gerd Beermann, Produktion: Südwestfunk 1947.
- Der Weihnachtsabend (Igel Records), Produktion: Bayerischer Rundfunk 1965.
- Fröhliche Weihnachten, Mr. Scrooge! (Titania Medien), 2004.
- Charles Dickens’ Weihnachtsmärchen von Christian Peitz (HoerSketch), 2008.
- A Christmas Carol – Ein Weihnachtsabend – Bearbeitung, Komposition und Regie: Henrik Albrecht (Norddeutscher Rundfunk, 2012)
- Eine Weihnachtsgeschichte von David Holy (Holysoft Studios Ltd), 2016.
- Charles Dickens’ Weihnachtsgeschichte von Christoph Tiemann und dem Theater ex libris, 2021.

## Hörbücher (Auswahl)
- 2008: Eine Weihnachtsgeschichte (Audible exklusiv, gelesen von Helmut Krauss)
- 2010: Ein Weihnachtslied in Prosa (gelesen von Friedrich Schoenfelder), Steinbach sprechende Bücher, ISBN 978-3-86974-043-0
- 2016: Eine Weihnachtsgeschichte (gelesen von Felix von Manteuffel), Oetinger Media GmbH, ISBN 978-3-8373-0531-9
- 2020: Eine Weihnachtsgeschichte (gelesen von David Nathan), Audiobuch Verlag, ISBN 978-3-95862-554-9
- 2021: Eine Weihnachtsgeschichte, Random House Audio (gelesen von Charles Brauer), ISBN 978-3-8371-5681-2

## Bühnenfassungen

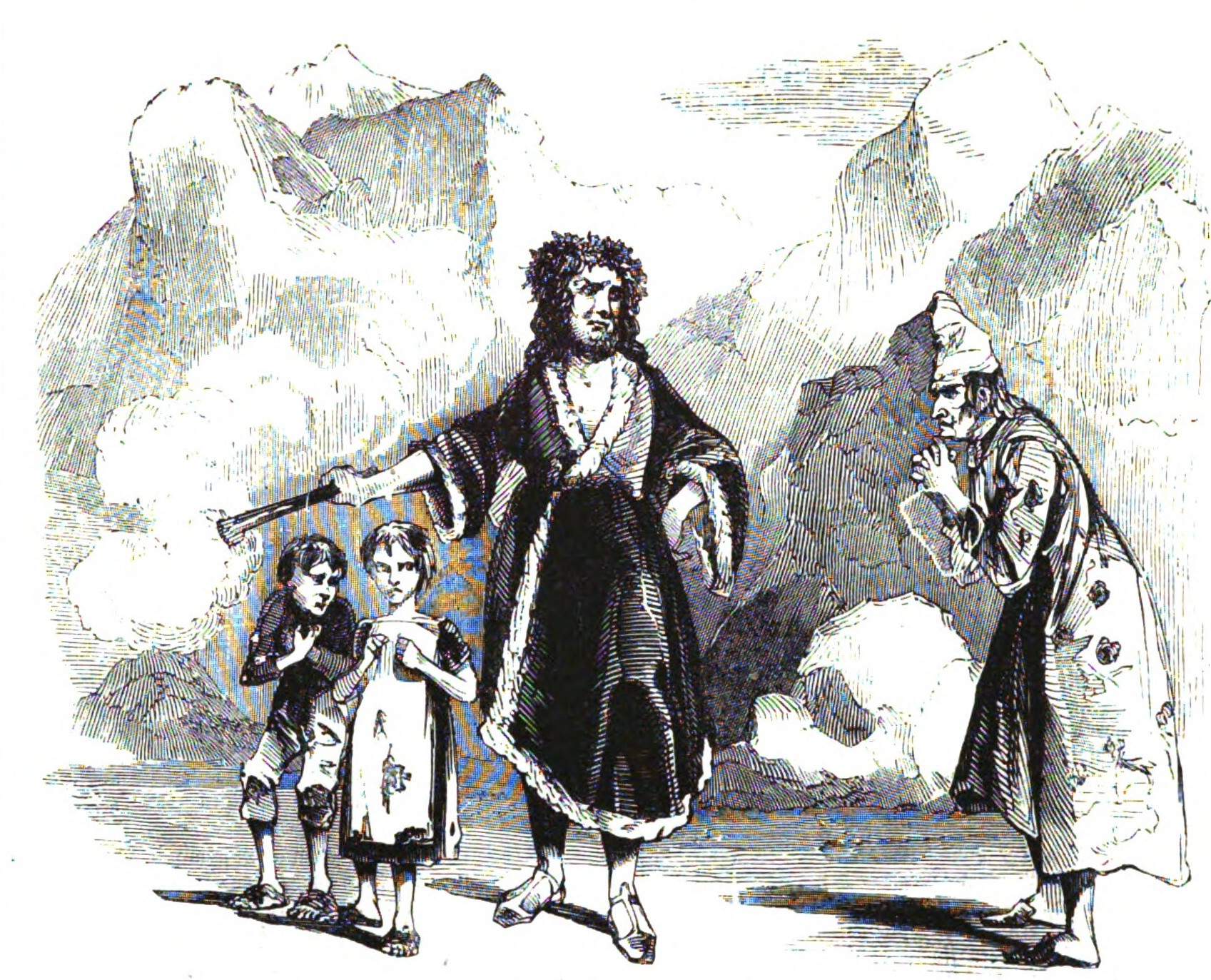
Aufführung der Bühnenfassung von A Christmas Carol 1844 im Adelphi Theatre

### Theater
- 1844: A Christmas Carol; or, Past, Present, and Future. Theaterstück von Edward Stirling, uraufgeführt am 5. Februar 1844 im Adelphi Theatre, London[6]
- 2001: A Christmas Carol. Theateraufführung, uraufgeführt am 1. Dezember 2001 im Schauspielhaus am Staatsschauspiel Dresden, von Gerold Theobalt, Regie: Holk Freytag, seit 2002 im Palais Großer Garten in Dresden alljährlich im Dezember
- 2001: Der Weihnachtsabend. Sprechtheater. Sprecher und Gesangseinlagen (mit britischen Weihnachtsliedern): Graham F. Valentine, 2001, wieder 2003, im Schauspielhaus Zürich, Spielort „Pfauen“ und in der Box des Schiffbaus in Deutsch und Englisch. Auch als Hörbuchlesung mit Gesang, z. B. „The twelve Days of Christmas“ oder „The Holy and the Ivy“. ISBN 978-3-907877-02-9
- 2004: Die Geister sind los! Interaktives Kindertheater des Theater Sturmvogel, Uraufführung in Reutlingen, seither alljährliche Aufführungen[7]
- 2010: A Christmas Carol. Theateraufführung im Theater im Depot in Dortmund, mit Cordula Hein, Jörg Hentschel, Thomas Kemper und Sandra Wickenburg[8]
- 2012: Ein Weihnachtslied. Theaterstück von Barry L. Goldman (nach Charles Dickens’ „A Christmas Carol“). Uraufführung: 12. November 2012 im Theater Bonn.[9]
- 2014: A Weihnachtsgschicht. Bayerisches Theaterstück von Ferdinand Maurer (frei nach Charles Dickens’ A Christmas Carol). Uraufführung: 13. Dezember 2014 im Theater am Burgerfeld Markt Schwaben.[10]
- 2015: Humbug? Theaterstück von Angela Heintz (frei nach Charles Dickens’ „A Christmas Carol“). Aufgeführt von Schaubühne Neunkirchen e. V. Uraufführung: 6. Dezember 2015 in der Gebläsehalle Neunkirchen/Saar.[11]
- 2017: A Christmas Carol. Theateraufführung, American Drama Group, Schauspielhaus Bochum
- 2017: Das Braunschweiger Weihnachtswunder. Theateraufführung, Komödie am Altstadtmarkt, Braunschweig
- 2017: Eine Weihnachtsgeschichte von Charles Dickens, Live-Hörspiel mit Musik und Diashow, Christoph Tiemann und das Theater ex libris[12]
- 2018: Eine Weihnachtsgeschichte nach Charles Dickens in Deutscher Laut- und Gebärdensprache. Theateraufführung in Deutscher Laut- und Gebärdensprache, Theater im OP, Göttingen, Regie: Miriam Feix und Franziska Karger[13]
- 2021: A Christmas Carol von Jenny Theobald (frei nach Charles Dickens), uraufgeführt am 25. November 2021, Theater am Ring, Saarlouis

### Musical / Ballett
- 1994: A Christmas Carol. Musik von Alan Menken, Gesangstexte von Lynn Ahrens, nach Charles Dickens. Die Uraufführung fand 1994 im Theater Madison Square Garden in New York statt. Im Jahr 2004 wurde der Musicalstoff verfilmt. Die deutschsprachige Erstaufführung des Musicals fand 2024 am Theater Pforzheim statt.[14]
- 2001: Vom Geist der Weihnacht. Musical. Musik und Libretto: Dirk Michael Stefan, uraufgeführt 2001 im Theatro Centro (heute Metronom Theater) Oberhausen, seither saisonal auf Welttournee[15]
- 2001: A Christmas Carol. Musical am Broadway (unter anderem mit Nick Jonas von den Jonas Brothers als Scrooge mit acht Jahren)
- 2004: Eine Weihnachtsgeschichte. Musik: László Tolcsvay, Buch Péter Müller und Sziámi Péter Müller.[16]
- 2004: Geister der Weihnacht. Musik und Text stammen von Christoph Zwiener.[17]
- 2009: Eine Weihnachtsgeschichte. Musiktheater. Musik: Robert Persché Libretto: Andreas Braunendal. Uraufführung: Dezember 2009 im TTZ-Graz[18]
- 2010: Ein Weihnachtslied. Aufführung mit Kinder- und Frauenchor in Schweizer Mundart in Bachenbülach, Libretto Andreas Fischer. Bis 2012 alljährliche Aufführungen.[19]
- 2012: Eine Weihnachtsgeschichte. Ballett von Jaroslaw Jurasz nach Charles Dickens, Musik von Irineos Triandafillou (Uraufführung: Nordharzer Städtebundtheater, Halberstadt, 17. November 2012 zum 200. Geburtstag von Charles Dickens)
- 2018: Scrooge – Eine Weihnachtsgeschichte. Musik von Michael Schanze, Buch von Christian Berg und Michael Schanze, nach Charles Dickens.
- 2020: A Christmas Carol. Musiktheater von und mit UMS ’n JIP, Kunstraum Walcheturm, Zürich, Regie: Wolfgang Beuschel[20]

## Sonstiges
- In Anlehnung an Ebenezer Scrooge nannte der US-amerikanische Comiczeichner Carl Barks eine seiner bekanntesten Figuren „Scrooge McDuck“. Auf Deutsch erhielt diese Figur den Namen Dagobert Duck. Bei dieser Eindeutschung ging aber der Witz der Namensschöpfung verloren. Die Namensverwandtschaft zum literarischen „Scrooge“ und der schottisch anklingende Nachname „McDuck“ deuten beide auf den (den Schotten sprichwörtlich zugeschriebenen) Geiz der Figur hin.
- 2020 verarbeitete die schwedische Power-Metal-Band Majestica den Stoff in ihrem Konzeptalbum A Christmas Carol.[21]
- Die Songwriterin Aimee Mann bezieht sich auf Jacob Marleys Kette als Metapher in ihrem gleichnamigen Song Jacob Marley’s Chain (Album Whatever, 1993).
- Als Puppenspiel wurde die Geschichte von Koljas Puppentheater (Spielleitung: Kolja Wlazik) und von den Piccolo Puppenspielen (Spielleitung: Gerd J. Pohl) inszeniert.
- Unter dem Titel Die Mundart Weihnachtsgeschichte brachte das Mund Art Theater 1997 in Neu-Isenburg bei Frankfurt am Main Thorsten Wszoleks Musicalfassung auf die Bühne. Diese Produktion lief, wie das New Yorker Vorbild vom Madison Square Garden, genau zehn Jahre und wurde 2006 zum letzten Mal gespielt.
- Der deutsche Komponist Dirk Michael Steffan vertonte das Werk ebenfalls als Musical. Vom Geist der Weihnacht wurde im November 2001 im TheatrO CentrO in Oberhausen uraufgeführt.